# Glasgow School of Art
Glasgow School of Art (česky Umělecká škola v Glasgow) je umělecká škola ve městě Glasgow.

## Budova školy
Budova, ve které škola sídlí, má dvě části:
- Východní křídlo (1897 – 99)
- Západní křídlo a vyšší podlaží (1907-08)

Budova byla navržena skotským architektem Charlesem Renniem Mackintoshem (1868-1928). Z architektonického hlediska je význačná jako vrchol stylu Arts and Crafts a skutečně originální interpretací stylu Art Nouveau, tehdejšímu směru navrhování v kontinentální části Evropy.
Vedení školy vyhlásilo v roce 1896 soutěž na návrh nové budovy. V požadavcích zdůrazňovalo, že rozpočet na tento návrh je velmi nízký a že jednoduchá stavba je více než vítana. Finance byly tak omezené, že proces výstavby byl později rozdělen na dvě etapy. Vedení školy nakonec vybralo návrh Mackintoshe, pozdějšího učně ve firmě Honeyman a Keppel. Pro 28letého Mackintoshe byl tento projekt jeho první významnou stavbou.
Návrh upoutal inovativním vypořádáním se s problematickým, podélně situovaným terénem. Terén byl velmi úzký a strmě nakloněný, s poklesem od severu na jih až 9 metrů. Mackintosh umístil severní, vstupní stěnu přesně na čáru pozemku od ulice Renfrew. Vytvořil dlouhé světlíky, které se táhnou po celé délce 75 metrů dlouhého pozemku. Tyto světlíky v podobě pásových prosklení střech poskytovaly dostatek světla pro technická studia, která jsou situována v nižších podlažích budovy.
Půdorys budovy je relativně jednoduchý. Malý klenutý vstup ústí do schodiště obklopeného jednoduchými dřevěnými kružbami a ornamenty, osvětlenými z prostor muzea nad ním. Centrální koridor slouží jako páteř budovy táhnoucí se od východu na západ. Na severní straně jsou umístěna studia a na jižní obslužné prostory. I v současnosti je škola plně funkční, díky místnostem, které se pro svou funkci a flexibilitu považují za výborně řešené.

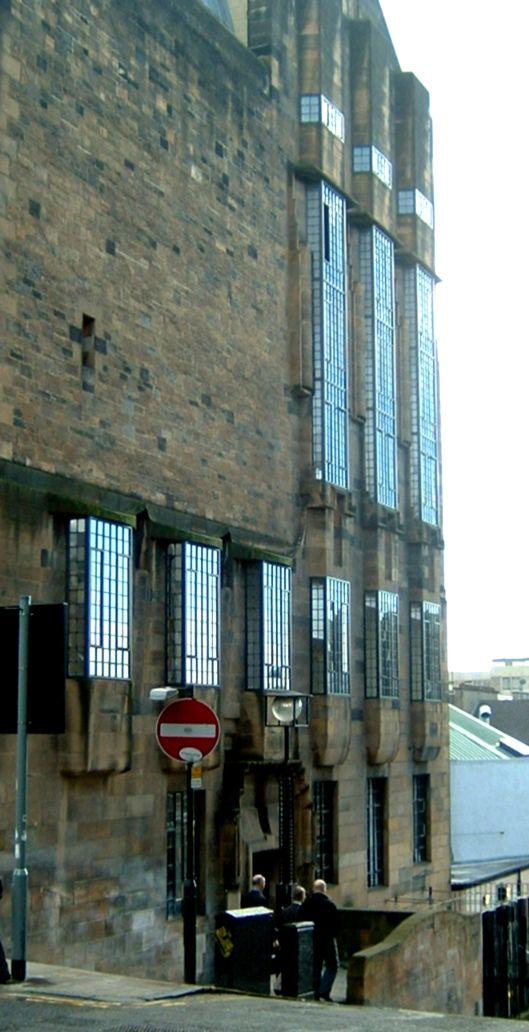
Glasgow School of Art

Studia, která tvoří a modelují severní fasádu objektu, dosahují výšky 8 m, s jednoduchými vyztuženými okny. Tři velká okna na jedné straně a čtyři na druhé lemují ze dvou stran pečlivě komponovanou kamenně-zednickou konstrukci vstupního prostoru budovy. Nejmarkantnějším znakem hlavní předvstupní fasády je její asymetričnost. Okna jednotlivých studií mají různé rozměry, přizpůsobují se tak měnícím se plošným rozměrům vnitřních prostor, kterým dodávají světlo. Přesto, že Mackintosh umístil vstup do fyzického středu budovy, jeho modelování fasády výrazně opticky narušuje tento střed a potlačuje jeho pozici a podřizuje jí vnitřní dispozici objektu. Kombinace symetrické soustavy zábradlí, které před budovou zvýrazňují centrální pozici vstupu a asymetrické fasády, která tuto pozici vyvrací, vytváří opticky silné dynamické napětí. Vroubkovaný kámen podpůrných zdí vyplněný sochařsky opracovaným železným zábradlím byl kreativním vyřešením potíží, které přinášel složitý tvar terénu pozemku. Obloukové okno opatřené frontonem, zvýrazněné vstupní branou se železným opracováním na uliční fasádě a balkon na druhém patře jsou vyvážené arkýřovými okny a věžičkou při vstupu. Jednoduché, relativně strohé podřímsí obsahuje jedinou plastiku obličeje na celé budově; stylizovaný, ozdobně vyřezávaný základní kámen nacházející se na horním obloukovém nosníku vstupních dveří symbolizující poslání a funkci budovy. Jednoduché nevyzdobené římsy (Karn) nad okny studií vytvářejí rámy na fasádě a zvýrazňují prominentnost hlavních prostor školy.
Budova je syntézou srovnatelných symbolismů; různorodé vlivy zahrnují skotská baronská sídla, kontinentální Art Nouveau a směr Arts and Crafts. Tradiční japonské dekorativní motivy jsou evidentní v opracování železa v exteriérech a ve struktuře a uspořádání dřeva a ornamentů v interiérech. Kontrast a protiklad jsou pro stavbu typické. Jednou z pozoruhodností frontální fasády jsou železné stojky, které na jedné straně slouží jako opora a výztuž pro vysoká okna a na druhé jako konzolová držadla pro uchycení plošiny umývačů oken. Tyto stojky jsou ukončeny jemným krajkování opírajícím se o okno. Z nitra prostorů studií tato umělecká ukončení stojek budí dojem abstraktních železných květin zasazených do okenních květináčů. Jižní fasáda, nápadně rovná a záměrně funkcionální, je přirovnávána k pevnosti; tento dojem vytváří hrubý betonový nátěr a spřažená hmota budovy rozlomená do tří vyčnívajících křídel, s velmi hluboko vloženými a na řídce rozestavěnými okny.
Západní polovina budovy, postavená o několik let později, byla navržena v období, ve kterém Mackintosh prožíval profesionální tvůrčí krizi. Přesto západní křídlo zdárně doplňuje a kompletuje stavbu z první fáze. Obzvláště západní fasáda, kde je odhalen strmý svah podél ulice Scott, představovala kompozičně velkou výzvu. Toto křídlo obsahuje prostor knihovny, nepodobný funkcí žádné jiné části budovy. Úzká vyčnívající arkýřová okna na západní fasádě jsou vyvážená zapuštěnými okny na rovné, ničím nezdobené jižní fasádě. Boční vstup na západní straně je opatřen manýristickým vchodem s vrstvenými motivy. Šest arkýřových oken, která vymezují první podlaží na této fasádě, je s velkým uvážením rozmístěno jako zjemňující doplněk masivně působící kamenné stěny.
Ve třech nejjižnějších výklencích, vysokých až 19 m, jsou přes dvě podlaží jdoucí okna knihovny. Tato moderní kompozice zvýrazňuje vertikalitu budovy na dolní straně pozemku. Knihovna je nejuznávanějším interiérovým prostorem celé budovy. Tak jak Mackintosh vytváří kontrasty v exteriérech a dává jim drsný a přísně působící vzhled, tak tento prostor je jejich úplným opakem. Vytváří atmosféru podobnou kontemplativním prostorám v opatství. Tmavým dřevem pokrytá místnost, doplněná balkónovitou, po obvodu se táhnoucí barevnou balustrádou se sochařskými detaily a ornamenty, kontrastuje s dvoupodlažními arkýřovými okny a s kaskádovitým, moderním, kovovým lustrem.

### Ohlasy
Přestože stavba byla oblíbená a jejími uživateli oceňována, tak mimo Glasgow vyvolávala v porovnání s jinými vídeňskými stavbami vycházejícími z Art Nouveau mnohem menší obdiv .
V tehdejším Anglii se tento projekt setkal s velkou kritikou a apatií. Mackintosh se rychle vytratil z veřejného povědomí a jeho práce byla oceněna až posmrtně.